# Leichtathletik-Weltmeisterschaften 2022/Teilnehmer (Albanien)
| Gelbes Symbol für Goldmedaillen mit stilisierten Olympischen Ringen | Graues Symbol für Silbermedaillen mit stilisierten Olympischen Ringen | Braundes Symbol für Bronzemedaillen mit stilisierten Olympischen Ringen |
| ------------------------------------------------------------------- | --------------------------------------------------------------------- | ----------------------------------------------------------------------- |
| ––                                                                  | –                                                                     | —                                                                       |

Der Leichtathletikverband von Albanien hat für die Leichtathletik-Weltmeisterschaften 2022 in Oregon eine Sportlerin gemeldet.

## Ergebnisse

### Frauen

#### Laufdisziplinen
| Athletin   | Disziplin        | Vorlauf     | Vorlauf | Halbfinale | Halbfinale | Finale         | Finale |
| Athletin   | Disziplin        | Zeit        | Platz   | Zeit       | Platz      | Zeit           | Platz  |
| ---------- | ---------------- | ----------- | ------- | ---------- | ---------- | -------------- | ------ |
| Luiza Gega | 3000 m Hindernis | 9:14,91 min | 06      |            |            | 9:10,04 min NR | 05     |